# Side A
Side A – filipiński zespół pop-rockowy. Został założony w 1985 roku w Manili.
W 1991 r. formacja (w składzie: Naldy Gonzalez – wokal, klawisze, Joey Generoso – wokal, Kelly Badon – gitara, Joey Benin – bas, Ernie Severino – perkusja) wydała album pt. White Album, który był certyfikowany potrójną platyną.
Zespół wylansował szereg przebojów filipińskiej sceny muzycznej. Wypromowali m.in. utwór „Forevermore” (1995).

## Dyskografia[3]
Albumy studyjne
| Album                | Rok  | Wytwórnia        |
| -------------------- | ---- | ---------------- |
| Side A               | 1989 | Ivory Music, Inc |
| Side A / White Album | 1991 | Vicor Music      |
| Blue Album           | 1993 | Vicor Music      |
| By Your Side         | 1995 | Warner Music     |
| Side A 12            | 1997 | Warner Music     |
| Ang Ating Awitin     | 1998 | Warner Music     |
| Will I Ever...       | 2000 | Warner Music     |
| Titanium             | 2003 | PolyEast Records |
| Only One             | 2009 | MCA Music, Inc.  |

Kompilacje
| Album                                               | Rok  | Wytwórnia    |
| --------------------------------------------------- | ---- | ------------ |
| Side A 2000 : The Gold Collection                   | 2000 |              |
| The Platinum Collection                             | 2001 | Warner Music |
| Side A Acoustic Love Songs                          | 2002 | Warner Music |
| Side A: Vicor Music 40th Anniversary Collection     | 2003 | Vicor Music  |
| Anthology                                           | 2004 | Warner Music |
| Side A Back2Back Freestyle                          | 2004 | Viva Records |
| 18 Greatest Hits                                    | 2009 | Viva Records |
| Side A 25: A Silver Anniversary Collector's Edition | 2011 | Warner Music |

Albumy koncertowe
| Album                                 | Rok  | Wytwórnia    |
| ------------------------------------- | ---- | ------------ |
| Side A Live! 10th Anniversary Concert | 1996 | Warner Music |
| Side A Gig (All Hits Live)            | 2005 | Viva Records |